# 手臂荒野区
手臂荒野区（芬蘭語：Käsivarren erämaa-alue）是芬兰第二大荒野保护区，同拉普蘭區的其它11个荒野区一样成立于1991年。该荒野区的面积为2,206平方公里。为芬兰荒野区当中访客数量最多。该荒野区是由芬兰森林管理区负责管理。
芬兰除了萨纳山之外的所有超过1,000米高的高地山峰都位于手臂荒野区。
位于哈爾蒂亞峰山坡上芬兰最高点（1,324米）就在此荒野区的北部。
芬兰语原名的意思就是“手臂”，这来自该地所处的位置，为芬兰少女张开的手臂。
此荒野区紧邻挪威的雷薩國家公園。